# Di Jones
David "Di" Jones (Trefonen, 10 de fevereiro de 1867 – 27 de agosto de 1902) foi um futebolista do País de Gales que jogava como zagueiro. Em sua carreira, destacou-se por Bolton Wanderers e Manchester City, além de ter atuado 14 vezes pela Seleção Galesa.

## Carreira
Revelado pelo Oswestry Town em 1882, Di Jones foi para o Chirk no ano seguinte, ganhando a Welsh Cup 2 vezes - na última, em 1888, foi o capitão do time. Contratado pelo Newton Heath (atual Manchester United) no mesmo ano, ele não chegou a jogar nenhuma partida oficial, e em março assinou com o Bolton Wanderers.
Era conhecido por sua destacada presença no ataque e, embora fosse zagueiro, atuava frequentemente na lateral-esquerda. Foi nesta posição que Jones estrearia como jogador do Bolton em setembro de 1888 contra o Preston North End. Ele jogou 228 vezes pela equipe e fez 4 gols. Defenderia ainda o Manchester City entre 1898 e 1902, entrando em campo 114 vezes, tendo feito um gol e contribuindo para o acesso dos Citizens à primeira divisão de 1899-1900.

## Seleção Galesa
Pela Seleção Galesa, o zagueiro atuou 14 vezes entre 1888 e 1900, não balançando as redes em nenhum jogo.

## Morte
Em 17 de agosto de 1902, Jones caiu sobre um pedaço de vidro e cortou o joelho durante uma partida de pré-temporada do Manchester City. O corte infeccionou e o zagueiro faleceu 10 dias depois, vitimado por uma septicemia.